# Karl Gero van Urach
Karel Gero Albert Jozef Willem Anton Maria van Urach (Lichtenstein, 19 augustus 1899 - aldaar, 15 augustus 1981) was van 1928 tot zijn dood hoofd van de hertogelijke familie Urach, een nevenlinie van het huis Württemberg.
Hij was de zoon van  Willem, de tweede hertog van Urach, en Amelie in Beieren, een oudere halfzuster van de Belgische koningin Elisabeth en een nichtje van de Oostenrijkse keizerin Elisabeth. Hij bezocht het gymnasium in Stuttgart en nam daarna dienst in het Württembergse leger. In 1917 werd hij luitenant. Na de Eerste Wereldoorlog studeerde hij bouwkunde en vestigde zich als architect in München. Vanaf 1935 nam hij dienst bij de Wehrmacht en was hij gelegerd in Ulm.
Karel Gero trad op 20 juni 1940 in het huwelijk met Gabriele van Waldburg tot Zeil en Trauchburg. Het huwelijk bleef kinderloos.